# Nieder-Kinzig

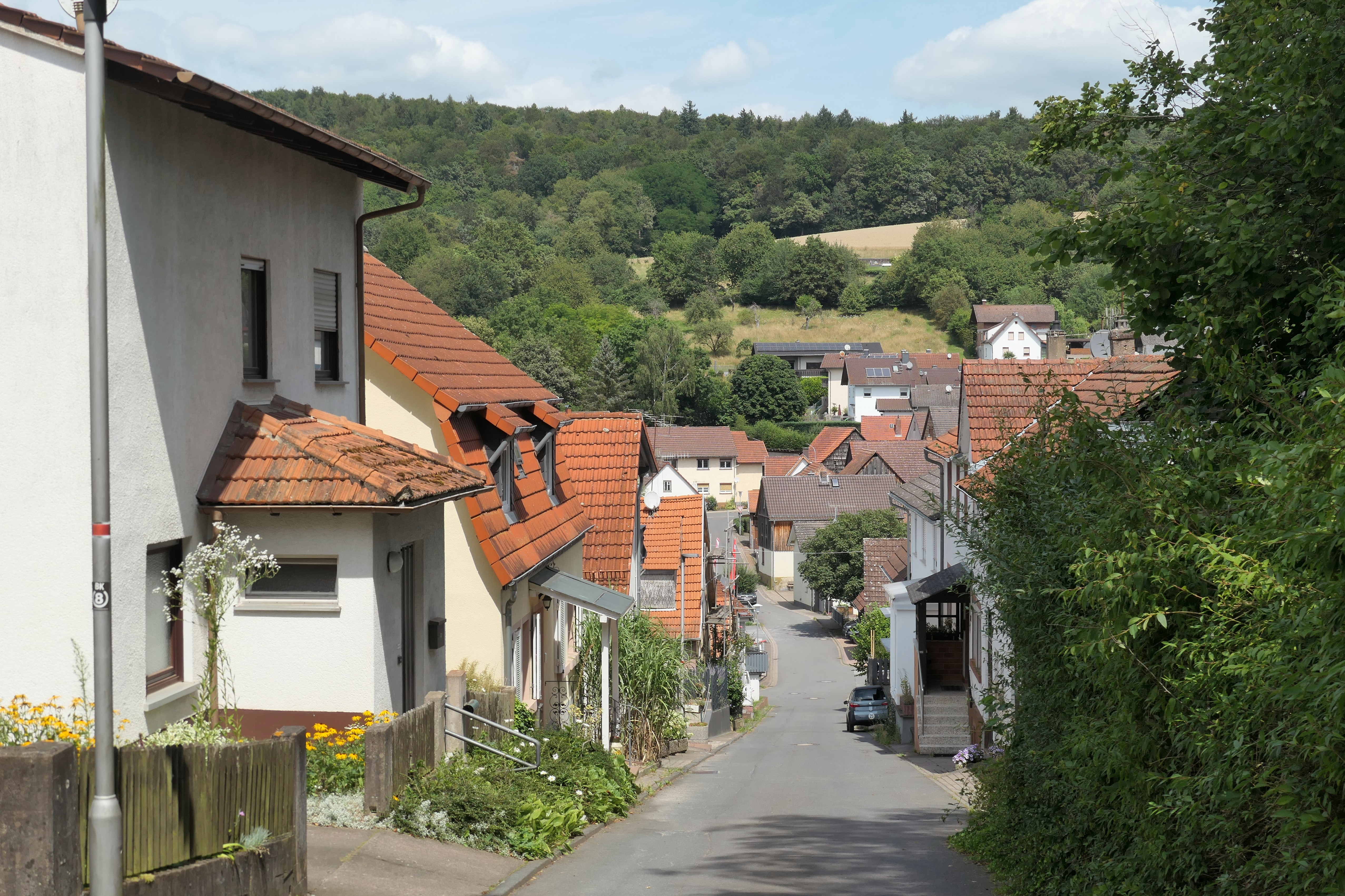
Blick vom Eichelsweg auf Nieder-Kinzig (2024)

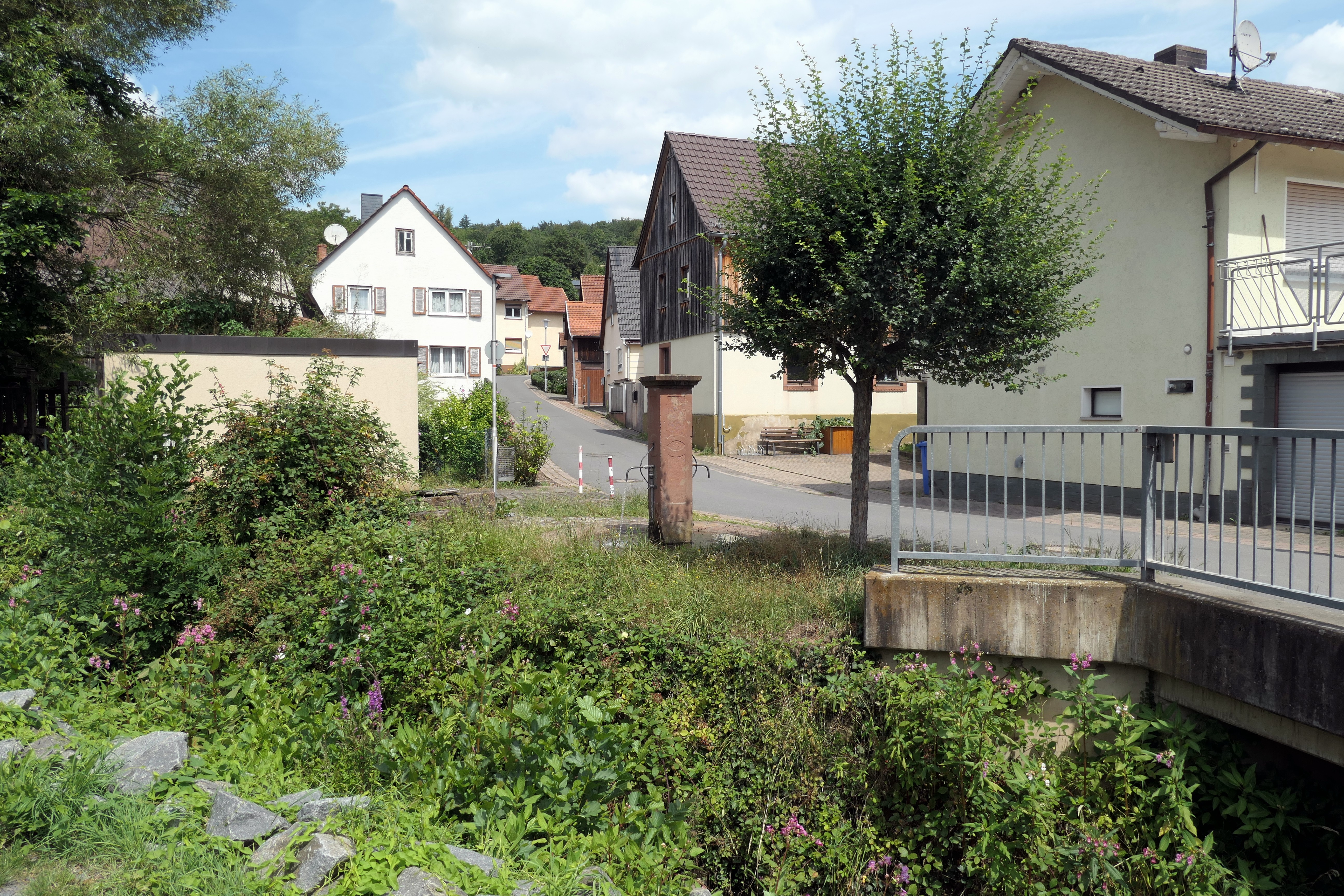
Brunnengasse an der Kinzig-Brücke (2024)

Nieder-Kinzig ist ein Stadtteil von Bad König im südhessischen Odenwaldkreis.

## Geographie
Der Ort liegt im Odenwald im Kinziger Tal, einem linken Seitental der Mümling. Durch das Dorf führt die Landesstraße 3318.

## Geschichte
Die älteste erhaltene Erwähnung des Ortes stammt von 1408. Der Ortsname lautete damals Nieder-Kinczich, später hieß der Ort Nyder-Kintzig. Nieder-Kinzig gehörte zur Herrschaft Breuberg und fiel mit ihr 1806 an das Großherzogtum Hessen. Nach Auflösung der alten Amtsstruktur 1822 fiel der Ort in den Zuständigkeitsbereich des Landgerichts Höchst, nach der Reichsjustizreform von 1877 ab 1879 in den des Amtsgerichts Höchst im Odenwald.
Am 1. Oktober 1971 wurde Nieder-Kinzig im Zuge der Gebietsreform in Hessen in die Gemeinde (ab dem 10. Oktober 1980 Stadt) Bad König eingegliedert.